# NGC 5661
NGC 5661 este o galaxie spirală situată în constelația Fecioara. A fost descoperită în 12 mai 1793 de către William Herschel. Se află la o distanță de 46,13 de megaparseci de Pământ.